# واو مجهولة
الواو المجهولة هي واو تلفظ ضمة غير مشبعة. تقابلها الواو المعروفة حرف العلة.

## أمثلة

### أردوية
- طَوائفوں، جمع طائفہ، تلفظ طوائفُن كالعربية طوائفٌ.[1]

### فارسية
- زور، بمعنى القوة، تلفظ زُر كما في العربية.[2]

## وصلات خارجية
- en: Vowel reduction